# René Benjamin
Pour les articles homonymes, voir Benjamin.
René Benjamin, né le 20 mars 1885 à Paris et mort le 4 octobre 1948 à la clinique Saint-Gatien de Tours (Indre-et-Loire), est un écrivain, journaliste et conférencier français.
Prix Goncourt en 1915 pour son roman Gaspard qu'il écrit à l'hôpital de Tours où il séjourne durant plusieurs mois, il est reçu à l'académie Goncourt en 1938. Ami de Maurras et de Léon Daudet, partisan de l'Action française, il soutient le maréchal Pétain pendant l'Occupation allemande et est considéré comme l'un des idéologues du régime de Vichy.

## Biographie
Les parents de René Benjamin sont parisiens l’un et l’autre ; sa famille paternelle l'est depuis plusieurs générations. Son père, Ernest Benjamin, fondé de pouvoir d’une maison de vente de draps, est membre et secrétaire général de la Société des gens de lettres, où il est devenu l’ami d’Octave Mirbeau et de François Coppée. Sa mère, Berthe Hüe, est musicienne. Ernest Benjamin meurt alors que son fils aîné atteint sa seizième année. René, jusqu'alors au collège Rollin de l'avenue Trudaine à Paris, entre au lycée Henri-IV où il obtient plusieurs prix au Concours général. Il continue ses études de lettres à la Sorbonne et, à 21 ans, effectue son année de service militaire obligatoire.

### Premières œuvres
En 1908, René Benjamin se lance dans le journalisme. Il est quelque temps rédacteur au Gil Blas et signe des chroniques dans L’Écho de Paris. Le premier livre qu’il publie, Madame Bonheur, est édité à compte d’auteur par Bernard Grasset en 1909. En 1911, il fait jouer Le Pacha, à l'Odéon.  

« Ayant publié ce premier roman, écrira-t-il plus tard, je compris qu’avant de m’abandonner à l’imagination, je ferais peut-être mieux de regarder le réel, et je passais des journées entières dans les prétoires et les amphithéâtres à me régaler de bêtise humaine. »

C'est à partir de ses observations qu'il écrit La Farce de la Sorbonne (1911), Les Justices de paix ou les vingt façons de juger dans Paris (1913), L’Hôtel des Ventes, sous-titré Paris, sa faune et ses mœurs (1914), enfin Le Palais et ses gens de justice qui paraît seulement en 1919.

### La Première Guerre mondiale
Benjamin participe à la campagne de Louvain et d'Argonne. Il est gravement blessé dès le début de la Première Guerre mondiale, en septembre 1914, près de Verdun. Après plusieurs mois d'hôpital, à Tours, il est versé dans les services auxiliaires où il sert comme convoyeur aux armées sur tous les fronts successivement. La guerre est à l’origine de plusieurs de ses œuvres, en premier lieu de Gaspard, publié en 1915 par Arthème Fayard. Ce roman reçoit le prix Goncourt 1915 à l'initiative de Lucien Descaves. 
Le 26 juin 1916 à l'église de Saché, René Benjamin épouse Elisabeth Lecoy (1890-1973) qu’il a connue comme infirmière à l’hôpital de Saumur et qui apparaît dans Gaspard sous le nom de « Mademoiselle Viette ». Leur mariage est célébré au château de Saché, qui appartient alors à son beau-père. Trois enfants naîtront respectivement en 1917, 1918 et 1925, à Paris.

### Séjour à Saché
Jusqu’en 1921, les Benjamin passent leurs vacances à Saché. Le château est alors vendu à Maurice Suzor.
René Benjamin écrit sur ce lieu où a séjourné Honoré de Balzac et qui est devenu aujourd'hui le Musée Balzac  :
« Se dire : il a marché là, travaillé là, dormi là. Ses yeux aimèrent ce qu'aiment les miens à présent.»

Il écrit également à Henry Coutant : 
«Comme je suis de ceux qui croient à l'invisible, je puis vous assurer qu'à mon mariage, Balzac était invisible et présent. Je l'en ai remercié de tout mon cœur en écrivant pour lui toute ma vie.»
En 1925, il publie La Prodigieuse Vie d'Honoré de Balzac chez Plon dans la collection « Le roman des grandes existences ». Pour le journal Paris-midi, «M. René Benjamin a écrit quelques pages saisissantes sur la manière dont Balzac vécut, en une nuit d'orage, à Saché, près de Tours la terrible agonie de son Père Goriot.»Marcel Bouteron critique le livre dans Les Nouvelles littéraires et conclut : «René Benjamin m'a fait vivre quelques-unes de ces heures, à Saché, la nuit où Balzac agonisa de l'agonie du Père Goriot.»

### René Benjamin et le théâtre
Comme il le raconte lui-même au premier chapitre de L'Homme à la recherche de son âme, René Benjamin est, dès son enfance, attiré par le théâtre. De 1902 à 1905, entre 17 et 20 ans, il fréquente assidûment la Comédie-Française.  
En 1908, sa pièce en deux actes Comprendre est jouée au théâtre Réjane avec l'acteur Gabriel Signoret. Elle est remarquée par l'académicien Jean Richepin qui exprime une opinion plutôt positive. Il souligne la capacité de l'auteur à capter l’attention par un « dialogue naturel, spirituel sans effort ». Il note également que le premier acte « ne languit pas une minute » et que l’« observation y est fine, juste, comique sans exagération caricaturale ». Bien qu’il mentionne que le deuxième acte « n’est pas aussi fourni que le premier », il reste convaincu que l’essentiel est atteint : « l'essentiel était de remplir ces deux actes ». Il conclut avec optimisme sur l’avenir de l’auteur en affirmant qu'il « nous a fait grand plaisir, doucement, gentiment », et prédit une « jolie carrière dramatique » pour ce dernier. 
Plusieurs de ses comédies sont jouées au théâtre de l'Odéon que dirige André Antoine et au Vieux-Colombier de Jacques Copeau. La pièce Pacha y est jouée en 1911, elle est qualifiée par Jean Martet de « fine et précieuse ». Fernand Nozière exprime lui aussi une opinion élogieuse de cette pièce, notant que l'auteur « a noté minutieusement les petits ennuis de l’existence quotidienne », ce qui permet à l'œuvre de résonner avec des « moments de notre existence quotidienne ». Il admire la capacité de Benjamin à recueillir « les mots qui semblent d’une grande banalité et qui révèlent une situation, un caractère ». Nozière souligne également que, malgré le risque de « platitude » inhérent à ce type de narration, Benjamin réussit à l’éviter grâce à son « choix » expressif et à ses phrases « qui conservent toujours un accent ». L'auteur extrait ainsi une impression de « vérité » et offre une construction « logique » des actes, qualifiant le tout de « très brillant début — ou presque un début ». 
Suivent Les Plaisirs du hasard (1922) avec Lucien Callamand, Romain Bouquet, Jeanne Lory et Suzanne Bing, et Il faut que chacun soit à sa place (1924) interprété notamment par André Bacqué, Jacques Copeau et Valentine Tessier. Ces œuvres bénéficient d'une large couverture médiatique. 
Les Plaisirs du hasard  laisse Edmond Sée « plutôt froid » bien que « nombre de spectateurs [...] riaient ». Pour Charles Méré : « Certaines scènes sont d'une irrésistible drôlerie et prouvent que M. René Benjamin est un puissant, un véritable auteur comique. Mais le théâtre a ses exigences. Et cette farce, si copieusement développée en quatre actes, eût gagné à être resserrée en deux. »Lucien Dubech estime également que Les Plaisirs du hasard sont « une erreur, une farce d'atelier peu digne de lui ». .
Par contre il défend Il faut que chacun soit à sa place : « Sa première pièce [Les Plaisirs du hasard] était manquée » dit-il « la seconde est admirable. Encore un pas, un peu plus d'habitude et de métier, il n'y a plus au-dessus que le chef-d'œuvre. Il faut que chacun soit à sa place n'en est pas très loin. Non, vraiment, pas très loin. » Ce n'est pas l'avis de Paul Lombard pour qui le tort de René Benjamin est de croire qu’il peut transgresser les règles du théâtre. Alors que « le théâtre exige un don particulier », Benjamin, en réunissant « trois morceaux de littérature différents », crée « un monstre », où « des ratés » défilent. Il montre une incapacité à renouveler ses personnages. Selon lui, l’œuvre se résume à « un acte de comédie, un acte de satire, un acte de bouffonnerie un peu confuse », et il conclut que Benjamin devrait « retourner à sa place » dans la littérature : « le roman, la chronique, la nouvelle ».
En 1932 est joué Paris dont le cinéaste Jean Choux tira un film où jouèrent Renée Saint-Cyr et Harry Baur. Cette pièce est jugée par des critiques « extrêmement faible, et innocente et indigente ». 
Pour sa dernière pièce Monsieur Fritz Frantz Neumann, représentée au théâtre de l'Athénée en 1934, Robert Kemp indique : « Les intentions de M. Benjamin sont les meilleures du monde. Mais son art le trahit. »

### Les satires sociales et politiques
Dans le prolongement de ses premières études sur les grands aspects de la société, René Benjamin s'engage dans le combat politique de l'entre-deux-guerres. Les étapes marquantes en seront Valentine ou la folie démocratique en 1924, Aliborons et démagogues en 1927 et Les Augures de Genève en 1929.
Valentine paraît d’abord dans La Revue universelle, puis elle est éditée par Fayard, comme tous les livres de Benjamin depuis les Justices de paix et Gaspard. C’est un pamphlet antiparlementaire et antidémocratique où l'on côtoie successivement « Valentine et son père libéral », « Valentine et son fils réactionnaire » et enfin « Valentine et son ami radical ». Valentine est la personnification de l'opinion. Dans Aliborons et démagogues, Benjamin raconte le congrès des instituteurs laïques syndiqués auquel il a assisté à Strasbourg et dépeint ses protagonistes. Enfin avec Les Augures de Genève, il s’attaque à la Société des Nations ainsi qu'à celui qui représente la France auprès d'elle, Aristide Briand.
Les critiques insistantes vis-à-vis de l'éducation laïque et son opposition à certains dogmes de la société lui attirèrent l'hostilité de divers groupes, dont les membres de l'Éducation nationale. Cet antagonisme atteint son paroxysme lors d’épisodes où des foules s’opposent à ses conférences, ce qui témoigne des tensions sociales et politiques de la France des années 1920 et 1930.

### René Benjamin conférencier
René Benjamin donne des conférences tout au long de sa vie, environ 1400 . Il sillonne la France six mois par an mais parcourt aussi dans l'Europe, le Moyen-Orient et l'Afrique du Nord. Il parle au cours de ces conférences de ses écrivains du passé favoris : Aristophane, Cervantès, Molière, Balzac, Alphonse Daudet et aussi d'écrivains contemporains : Léon Daudet, Sacha Guitry, Anna de Noailles, Georges Clemenceau.
Sa capacité à captiver les audiences, à travers un mélange d’humour, de satire et d’émotion, lui vaut une renommée dans les cercles littéraires. Son approche de la scène, mêlant improvisation et préparation minutieuse, marque les esprits. Il attire les foules à chacune de ses apparitions. L’un des épisodes les plus marquants de sa carrière survient à la suite de sa participation à un congrès des instituteurs à Strasbourg en 1926,. Ses critiques acerbes à l'encontre de certaines pédagogies, publiées dans L’Avenir, lui rapportent des ennemis puissants au sein du corps enseignant. Il se trouve alors ostracisé, ses conférences perturbées par des manifestations hostiles à travers la France. À Saint-Étienne en 1927, un auditeur nommé Marius Doron est tué par un contre-manifestant.
Jean de La Varende caractérise les conférences de Benjamin par « Tout était en paroles et dans une précision, un choix des mots... Il n’avait besoin que de mots pour exprimer toutes les nuances, toutes les inflexions qu’on demande souvent à l’accent, à l’inachèvement, à l’hésitation. C’était parfait, net comme un trait de plume, un contre de quart, un coup d’arrêt ».
Il aborde également dans ses conférences des sujets politiques, comme la guerre d'Espagne et notamment le Siège de l'Alcázar de Tolède.
Sa vie de conférencier est relatée dans le livre de souvenirs La Table et le verre d'eau dans lequel il entremêle observations sur ses différents auditoires et réflexions sur lui-même et sa façon d'aborder ses sujets. Le titre donné à ce livre l'est par antiphrase car Benjamin avait dès le début banni table et verre d'eau. Il voulait, écrit-il, faire de la conférence « une représentation ».

### L'art du portrait
« Curieux de tout, avide de connaître, prenant parti, René Benjamin courut le monde. Il a voulu voir de près les grands hommes de son temps, ceux qu’il jugeait grands par l’esprit. » écrit Robert Cardinne-Petit dans Présence de René Benjamin en 1949. Ses portraits sont pris sur le vif, puisqu’ils sont exécutés d’après nature, avec le consentement de celui-ci. Dans cette catégorie, on peut citer Antoine déchaîné en 1923, Sous l'œil en fleur de Madame de Noailles en 1928, Clemenceau dans la retraite en 1930, Charles Maurras, ce fils de la mer en 1932, Sacha Guitry, roi du théâtre en 1933. D'autre portraits parsèment son œuvre comme ceux de Joachim Carvallo dans L'Homme à la recherche de son âme, de Léon Daudet dans La Galère des Goncourt ou de Pie XII dans La Visite angélique.

### Balzac, Molière, Marie-Antoinette
De La Prodigieuse Vie d’Honoré de Balzac, le dédicataire Marcel Bouteron, conservateur de la Bibliothèque de l’Institut et de la bibliothèque Lovenjoul à Chantilly, éditeur en 1950 de la première édition de la Comédie humaine dans la bibliothèque de la Pléiade dit en 1949 : « longuement porté, mais conçu dans l’exaltation, écrit dans la fièvre, ce petit livre est allé porter sa flamme à la foule immense – ignorants ou lettrés, peu importe – de ceux qui se réconfortent et s’émerveillent au spectacle d’une grande vie. ».
René Benjamin aborde et présente de la même manière Molière onze ans plus tard, en 1936, dans un livre dédié à la mémoire de son père « qui, avant de mourir, eut le temps de me faire aimer Molière. » Avec Balzac et Cervantès, Molière est sans doute un des trois écrivains qui ont tenu la plus grande place dans la vie et dans l’inspiration de René Benjamin. Il écrit de Molière : « Dès que Molière, qui n’est encore que Jean Poquelin, regarde, il observe. Dès qu’il parle, il imite. Dès qu’il songe à ce qu’il fera, le théâtre est possible ».
En 1939, il écrit Marie-Antoinette.

### René Benjamin et l’académie Goncourt
C'est Léon Daudet qui entreprend de faire élire son ami Benjamin à l'académie Goncourt. Sa troisième tentative réussit en 1938, après la mort de Raoul Ponchon. Benjamin contribue quant à lui à l’élection de Sacha Guitry. À la mort de Léon Daudet en 1942, l'un et l'autre s’emploient à faire entrer La Varende, également maurrassien, chez les Goncourt : ce dernier est élu au premier tour mais démissionne après la Libération pour protester contre la validation de l'élection d'André Billy (qui sera confirmée incidemment dans un jugement de 1948).
En 1948, l’académie Goncourt est présidée depuis la Libération par Lucien Descaves. René Benjamin et Sacha Guitry ne se sont pas rendus au jury pour l'élection du prix 1947, qui est attribué à Jean-Louis Curtis. Le jour de l'annonce, un correspondant anonyme fait savoir aux journaux que, empêchés de participer au jury, Sacha Guitry et René Benjamin ont de leur côté attribué leur prix et ont choisi comme lauréat Kléber Haedens, pétainiste notoire, pour Salut au Kentucky. Les académiciens décident de poursuivre l'éditeur Robert Laffont, car immédiatement le livre apparaît aux vitrines des librairies ceinturé d'un bandeau portant l'inscription « Le Goncourt de Sacha Guitry et René Benjamin ». Durant le procès, Benjamin témoigne qu'il est resté à Monaco et se défend d'avoir décerné un prix à Kléber Haedens, il argue qu'il s'est tout au plus trouvé d'accord avec Guitry « pour estimer qu'Haedens aurait mérité leurs suffrages ». L'éditeur remplace le bandeau incriminé par un nouveau bandeau avec l'inscription « le Goncourt hors Goncourt » . Robert Laffont et Sacha Guitry sont finalement condamnés au versement de 700 000 francs de dommages et intérêts, à la publication du jugement et au retrait de la bande entourant l'ouvrage. Benjamin, pour n’être intervenu dans l'affaire que par téléphone, n'est pas condamné.
Entre les mois d’avril et de juillet 1948, Benjamin écrit La Galère des Goncourt. Le livre est publié en Suisse avec une préface de Sacha Guitry. Il contient un portrait laudatif de Léon Daudet.

### Seconde Guerre mondiale et Vichy
De 1940 à 1945, Benjamin et sa famille vivent en Touraine. Comme Maurras, Benjamin soutient immédiatement le maréchal Pétain. Dans ses Carnets de Guerre (inédits), il relate ses voyages en France, dans la zone occupée comme dans la zone libre lorsqu’il parvient à obtenir un laissez-passer, et parfois en Suisse.
Le 10 juin 1941, après avoir accompagné le maréchal Pétain au cours de ses récents voyages, il donne une conférence au théâtre de la Madeleine, théâtre attitré de Sacha Guitry, son ami, ayant pour sujet « Le Maréchal Pétain et son peuple ».
Pendant l’Occupation, il est reçu à maintes reprises par Pétain. Par ses nombreuses conférences à Paris et en province, ses conversations privées, et les livres qu’il lui consacre, René Benjamin apporte un soutien sans réserve à la politique de collaboration du Maréchal. Il fait partie des idéologues du régime et des « conseillers du prince », avec René Gillouin et Henry Bordeaux, entre autres, qui adhèrent à la rhétorique du « retour à la terre » et forment un groupe de pression sur ces questions. Selon Régis Meyran, « il participe à la propagande tout en prenant une part active aux débats internes à l’administration de Vichy ».
René Benjamin consacre trois livres à Philippe Pétain : Le Maréchal et son peuple en 1941, Les Sept Étoiles de la France en 1942, dans lequel il fait un premier bilan des réformes engagées, et Le Grand Homme seul en 1943. Benjamin rapproche le style de gouvernement de Pétain de celui des rois. Ainsi, écrit-il, « il a décidé d’aller voir le peuple de France, renouant une habitude ancienne qu’avaient les meilleurs de nos princes. »
René Benjamin figure sur la liste noire du Comité national des écrivains (CNE). En décembre 1944, sur ordre d'un juge d'instruction, il est arrêté et interné. Son avocat et ami Jean Dars parvient, après un an de démarches, à le faire assigner à résidence à Paris en attendant son procès. Un non-lieu est finalement rendu. L’atmosphère de cette époque est décrite dans Le Divin Visage.
Le fils aîné de René Benjamin, Jean-Loup, combattant lors des campagnes de Tunisie, d'Italie et de France, trouve la mort le 2 février 1945, aux environs de Mulhouse. Lors d'une mission de reconnaissance, sa jeep saute sur une mine ; il succombe à ses blessures au bout d'une semaine. Quelques mois plus tard, René Benjamin écrit L'Enfant tué, une méditation sur la perte.

### Décès
Le dernier voyage de René Benjamin pour rencontrer le pape Pie XII en 1947 est emblématique de son cheminement spirituel, cherchant réconfort et rédemption. René Benjamin meurt le 4 octobre 1948 à la clinique Saint-Gatien de Tours, des suites d'une crise cardiaque survenue après une opération pour une embolie. Depuis 1927, il résidait au Manoir du Plessis à Savonnières, en Indre-et-Loire.

## Œuvres

### Livres
- Madame Bonheur, Grasset, 1909
- Les Justices de paix ou les vingt façons de juger dans Paris, Arthème Fayard, 1913
- Paris, sa faune et ses mœurs, l'Hôtel des ventes, dessins de Jean Lefort, G. Oudin, 1914
- Gaspard (Les soldats de la guerre), Arthème Fayard, 1915 ; réédition de luxe précédée d'un avant-propos inédit de l'auteur, illustrée de 16 dessins inédits de Jean Lefort reproduits en fac-similés, par Devambez, en 1917
- Sous le ciel de France. la guerre, Arthème Fayard, 1916
- Un pauvre village de France, orné de 29 bois de Jean Perrier, L’Édition de luxe, 1918
- Le Major Pipe et son père, Anglais en guerre, Arthème Fayard, 1918
- Les Rapatriés, Berger-Levrault, 1918
- Le Palais et ses gens de justice, Arthème Fayard, 1919
- Grandgoujon, Arthème Fayard, 1919
- Amadou bolcheviste, Arthème Fayard, 1920
- La Farce de la Sorbonne, Paris, Arthème Fayard, 1921, 156 p. (lire sur Wikisource) (réédition complétée d’une brochure publiée en 1911 chez Marcel Rivière et Cie)
- Antoine déchaîné, Paris, Arthème Fayard, 1921, 190 p. (lire sur Wikisource), reportage sur le tournage de L'Arlésienne d'André Antoine, réédité en 1923 avec un post-scriptum au sujet d’un procès en diffamation intenté par Marthe Fabris.
- Valentine ou la folie démocratique, Arthème Fayard, 1924
- Le Soliloque de Maurice Barrès, Arthème Fayard, 1924
- La Prodigieuse Vie d'Honoré de Balzac, Plon, coll. « Le roman des grandes existences », 1925
- Minerve ou le Charcutier comprenant Valentine ou la folie démocratique – Il faut que chacun soit à sa place – Villandry ou le visage de la France, Nouvelle Librairie nationale, 1926
- Aliborons et démagogues, Arthème Fayard, 1927
- Au soleil de la poésie. Sous l'œil en fleur de Madame de Noailles, Librairie des Champs-Élysées, 1928
- Antoine enchaîné, Éditions des Cahiers libres, 1928
- Le maréchal Joffre, suivi de pages inédites et de l’histoire du XXXVe Fauteuil, gravures sur bois dans le texte de Raymond Thiollière – Félix Alcan, 1928 (coll. « Les Quarante », fauteuil XXXV)
- Glozel, vallon des morts et des savants, Arthème Fayard, 1928
- La cour d'Assises, ses pompes et ses œuvres, Arthème Fayard, coll. « Le Livre de demain », 1931
- Les Paroles du maréchal Joffre, Éditions des Cahiers libres, 1929
- Les Augures de Genève, Arthème Fayard, 1929
- Clemenceau dans la retraite, Plon, 1930 (coll. « La Palatine »)
- Taureaux et méridionaux, étude de René Groos. illustrations d'André Villeboeuf, Édition du Capitole, 1930
- Saint Vincent de Paul, À la Cité des Livres, 1930
- La Dernière Nuit, Flammarion, 1930 (coll. « Les Nuits »)
- Barrès-Joffre, Plon (coll. « Grandes figures »), 1931
- Charles Maurras, ce fils de la mer, Plon (coll. « La Palatine »), 1932
- Sacha Guitry, roi du théâtre, Plon, 1933 (coll. « La Palatine »)
- Molière, Plon, 1936
- Mussolini et son peuple, Plon, 1937
- Chronique d’un temps troublé, Paris, Plon (coll. « La Palatine »), 1938, 242 p. (lire sur Wikisource)
- Marie-Antoinette, Les Éditions de France, 1940
- Le Printemps tragique, Plon (coll. « La Palatine »), 1940
- Vérités et rêveries sur l'éducation, Plon, 1941
- La Solitude d'Antoine, Aux Armes de France, 1941
- Le Maréchal et son peuple, Plon, 1941
- Les Sept Étoiles de France, Plon, 1942
- L'Homme à la recherche de son âme : témoignage d'un Français sur le drame de ce temps avec 7 eaux-fortes par André Jacquemin, Plon, 1943
- Le Grand Homme seul, Plon, 1943
- La Table et le verre d'eau. Histoire d'une passion, Genève, Les Trois Anneaux, 1946
- L'Enfant tué, Les Éditions nouvelles, 1946
- Les Innocents dans la tempête, Plon, 1947
- La Visite angélique, L'Élan, 1948
- Le Divin Visage, L’Élan, 1948
- La Galère des Goncourt, préface de Sacha Guitry, L'Élan', 1948
- Le Vin, lumière du cœur, Robert Cayla, coll. « Les Amis de l’originale », 1948
- Carnets de Guerre 1939-1948, extraits inédits présentés par Xavier Soleil, préface de Yann Clerc, Les Cahiers René Benjamin, Cahier no 2 (2e semestre 2013, éditions Pardès)
- René Benjamin journaliste, choix présenté par Xavier Soleil, préface de Francis Bergeron, Les Cahiers René Benjamin, Cahier no 3 (1er semestre 2014, éditions Pardès)

### Pièces de théâtre
- Comprendre, pièce dramatique en deux actes, 1908.
- Le Pacha, comédie en deux actes représentée pour la première fois au Théâtre national de l'Odéon en 1911, Librairie Stock, 1911
- Les Plaisirs du hasard, Paris, Nouvelle Revue Française, 1922, 134 p. (lire sur Wikisource), comédie en quatre actes représentée pour la première fois au Théâtre du Vieux-Colombier le 21 avril 1922, La Petite illustration théâtrale no 71, 1922
- Il faut que chacun soit à sa place, comédie en 3 actes représentée pour la première fois au Théâtre du Vieux-Colombier le 14 février 1924, La Nouvelle Revue française, 1924 (avec Les Plaisirs du hasard)
- Paris, pièce en deux actes et huit tableaux représentée pour la première fois au théâtre de la Porte Saint-Martin le vendredi 22 janvier 1932, Plon, 1932
- Monsieur Fritz Frantz Neumann, pièce en quatre actes, représentée au théâtre de l'Athénée, 1934
- Balzac, pièce inédite en sept actes, préface d'Anne Brassié, avant-propos de Xavier Soleil, Les Cahiers René Benjamin, Cahier no 1 (1er semestre 2013, éditions Pardès)
- Girouette comédie inédite en quatre actes, 1935

### Librettiste
- La Pie borgne, comédie lyrique en un acte représentée pour la première fois au Théâtre national de l'Odéon, le 24 juin 1921, Librairie Stock, 1921

### Ouvrages présentés par René Benjamin
- Beaumarchais, Théâtre publié avec une introduction et des notes par René Benjamin, À la Cité des Livres, 1930
- Émile Pellissier, Le Balcon de Guignol, préface de René Benjamin, Lyon, aux éditions de la République lyonnaise, 1930
- Georges Ducrocq, La Belle Libanaise, préface de René Benjamin, Plon, 1930
- Jean Prunière, À Bordeaux. Croquis d'audience, préface du bâtonnier Cadroy et avant-propos de René Benjamin, Bordeaux, Delmas, 1934
- Karl Reille, Deux Cents Châteaux et gentilhommières d’Indre-et-Loire, préface de René Benjamin, Tours, imprimerie tourangelle, 1934
- Sennep, Le Milieu, préface de René Benjamin, Librairie Floury, 1934
- Sainz Rodriguez (sous la direction de), Histoire de la Révolution nationale espagnole, préface de René Benjamin, Société internationale d'éditions et de publicité, 1939
- Alain Mellet, Intelligence et parlement. Le Drame Poldève, préfacé par René Benjamin et suivi de La véridique histoire d'Hégésippe Simon, G. Cadet
- Honoré de Balzac, Conversation entre onze heures et minuit ou Échantillon de causerie française, illustrations de Pierre Noël gravées par Gilbert Poilliot, Maximilien Vox, 1945

## Postérité

### La maison de René Benjamin
René Benjamin acquiert le Manoir du Plessis à Savonnières en 1923. Cette résidence, inscrite à l’Inventaire des Monuments historiques depuis 1948, possède un jardin créé par Joachim Carvalho, propriétaire et restaurateur du château de  Villandry. Le manoir, construit au 16e siècle, a été agrandi au 18e siècle par l’ajout d’une chapelle. René Benjamin meuble partiellement le manoir avec le mobilier de la famille de son épouse provenant du Château de Saché.
De cette maison René Benjamin écrit : « Dans ma maison, il y a mon travail ; dans le jardin, la terre et le ciel - tout ce qu'il faut pour vivre humainement... ».

### Dans la culture populaire
Dans le téléfilm Au bon beurre (Édouard Molinaro, 1980), René Benjamin est interprété par Jacques Mutel. On le voit prendre des notes d'une entrevue entre le maréchal Pétain et des Français. On entend ensuite l'article écrit pour l'Action française.

### La jurisprudence «Benjamin»
René Benjamin est à l'origine d'un des grands arrêts du Conseil d'État, rendu le 19 mai 1933. Cette décision est encore aujourd'hui une référence obligée en matière de liberté de réunion et de contrôle des mesures de police administrative. Elle oblige le maire à invoquer des circonstances particulières (locales, de temps ou d'espace) lorsqu'il veut restreindre les libertés publiques au nom de ses pouvoirs de police administrative.

L'affaire telle qu'elle est décrite sur le site du Conseil d'État : 

« M. Benjamin devait donner une conférence à Nevers sur le thème Deux auteurs comiques : Courteline et Sacha Guitry. Devant les nombreuses protestations de syndicats d’instituteurs, qui reprochaient au conférencier de les ridiculiser à l’occasion de chacune de ses interventions, le maire de Nevers décida finalement d’interdire la réunion. Cette décision fut annulée par le Conseil d’État au motif que les risques de troubles à l’ordre public allégués par le maire pour interdire cette réunion n’étaient pas tels qu’ils aient pu justifier légalement l’interdiction de cette réunion, alors que la liberté de réunion est garantie par les lois du 30 juin 1881 et du 28 mars 1907. »

Cet arrêt restreint donc la condamnation a priori pour privilégier la répression a posteriori.
L'Ordonnance Dieudonné du Conseil d'État du 9 janvier 2014 confirme l'interdiction a priori du spectacle de Dieudonné et cite l'arrêt Benjamin dans son visa, bien qu'elle en constitue un revirement de jurisprudence,.